# Neoaliturus xinjiangensis
Neoaliturus xinjiangensis är en insektsart som beskrevs av Cai. Neoaliturus xinjiangensis ingår i släktet Neoaliturus och familjen dvärgstritar. Inga underarter finns listade i Catalogue of Life.